# Pisa (dopływ Wadąga)
Pisa (Pisa Warmińska) – rzeka w Polsce, dopływ Wadąga, który jest dopływem Łyny.
Odcinek o nazwie Pisa bierze swój początek w jeziorze Pisz. Do jeziora tego wpływa duży potok z Jeziora Tumiańskiego, które zbiera wodę z następujących cieków:
- rzeka Dadaj
- struga z jezior:
  - Bartołckie
  - Serwent
  - Wardąg
- kilka mniejszych cieków

Po drodze dopływa także Kanał Kiermas i kilka innych cieków.
Polską nazwę Pisa dla średniego biegu Wadąga wprowadzono urzędowo w 1949 roku, zastępując niemiecką nazwę Wadang Pissa Fluß.